# Estêvão da Gama (c. 1470)
Estêvão da Gama (c. 1470) foi um navegador e explorador Português, denominador da ilha da Trindade no arquipélago de Trindade e Martim Vaz, hoje pertencente ao Brasil.
Estêvão da Gama era primo em segundo grau de Vasco da Gama, filho do seu primo Aires da Gama, como refere Manuel de Faria e Sousa na sua obra Ásia Portuguesa (1675). Era capitão-mor da Armada da Índia em 1503 na nau Flor de la mar.
Há uma certa confusão com outro Estêvão da Gama.